# Kontorspaket

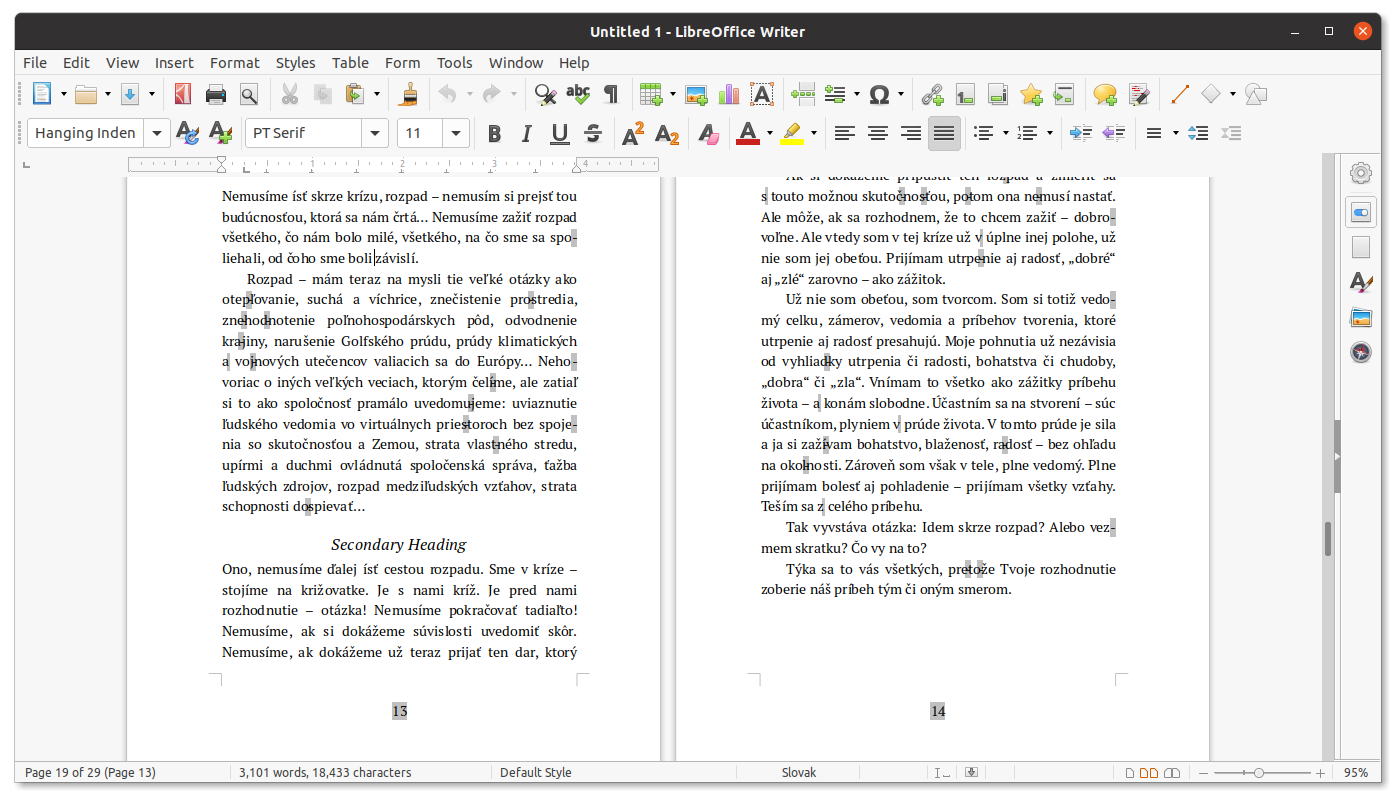
Ordbehandlingprogrammet Writer i kontorspaketet LibreOffice

Ett kontorspaket, på engelska office suite, är en samling tillämpningsprogram avsedda för kontorsarbete. Dessa program, som kan användas separat, men ofta kan interagera med varandra, utgörs vanligen av åtminstone en ordbehandlare och ett kalkylprogram. Utöver detta kan det ingå bland annat presentationsprogram, bildbehandlingsprogram, databasprogram och schemaläggningsprogram. Kontorsprogrammen kan användas tillsammans med affärssystem eller webbläsare.

## Kontorspaket
- LibreOffice
- Microsoft Office
- OpenOffice.org
- StarOffice
- WordPerfect Office
- Iwork
- Appleworks
- KOffice
- GNOME Office
- Lotus SmartSuite
- SSuite Office
- ThinkFree Office